# Ukhia
Ukhia är ett underdistrikt i Bangladesh. Det ligger i den sydöstra delen av landet, 300 km sydost om huvudstaden Dhaka.
Omgivningarna runt Ukhia är en mosaik av jordbruksmark och naturlig växtlighet. Runt Ukhia är det tätbefolkat, med 709 invånare per kvadratkilometer.